# Discoelius
Discoelius (лат.) — род одиночных ос семейства Vespidae примерно с 20 видами.

## Распространение
Палеарктика: от Западной Европы до Дальнего Востока.

## Описание
Длина 7-16 мм. Голени средних ног с двумя шпорами. Жвалы короткие, к вершине расширенные. 2-я возвратная жилка крыла выходит из середины 2-й радиомедиальной ячейки. Гнезда в полостях, главным образом в старых ходах насекомых-ксилофагов. Охотятся на гусениц бабочек листовёрток (Tortricidae), Eucosmidae, выемчатокрылые молей (Gelechiidae)(и других), реже на ложногусениц пилильщиков Pamphiliidae.

## Классификация
Ранее выделялись в отдельное реликтовое подсемейство Discoeliinae. Около 20 видов, статус некоторых оспаривается и часть из них, возможно, являются подвидами других более широко распространённых видов.
- Discoelius albonotatus Brethes, 1906
- Discoelius assimilis Brethes, 1903
- Discoelius argentinus Brethes, 1905
- Discoelius auritulus Brethes, 1903
- Discoelius cuyanus Brethes, 1903
- Discoelius dimidiatus Ducke, 1904
- Discoelius dufourii Lepeletier, 1831 — Европа, Северная Азия[3]
- Discoelius emeishanensus  Zhou & Li,2013  — Китай[2]
- Discoelius esakii Yas., 1934
- Discoelius longinodus Sk. Yamane, 1997
- Discoelius manchurianus Yas., 1934
- Discoelius niger Zavattari, 1911
- Discoelius nigriclypeus  Zhou & Li, 2013 — Китай[2]
- Discoelius nitidus Brethes, 1903
- Discoelius pictus Kostylev 1940
- Discoelius planiventris Giordani Soika, 1971
- Discoelius turneri (Meade-Waldo, 1910)
- Discoelius wangi Sk. Yamane, 1997
- Discoelius zonalis (Panzer, 1801)